# Abominable Putridity
Abominable Putridity je ruská slam death metalová kapela, která vznikla v roce 2003. Kapela vydala 3 studiová alba. Jejich texty se zaměřují především na sci-fi gore. Před rokem 2020 měla kapela čtyři členy, z toho tři byli vyhozeni z neznámého důvodu. Na instrumentální část zůstal pouze Alexander Kubiashvili a na zpěv byl přijat známý zpěvák v slam death metalu a brutal death metalu Angel Ochoa, který dále zpívá ve známé skupině Cephalotripsy a Disgorge.

## Sestava

### Současní členové
- Alexander Kubiashvili - bicí (2003, 2004-), zpěv (2003), všechny instrumentální nástroje (2020-)
- Angel Ochoa - zpěv (2020-)

### Bývalí členové
- Sergey Balayan - kytara (2009-)
- Matti Way - zpěv (2011-2016, 2016, 2018-)

- Pavel – kytara (2003–2005)
- Vladimir Palevich - (2004-2007)
- Vad - kytara (2005-2007)
- Andrey Kuklin - basová kytara (2006-2018)
- Sergey Lyovochkin - kytara (2006-2009)
- Cameron Argon - zpěv (2009-2011)
- Anton Zhikharev - basová kytara (2010)

## Diskografie
Studiová alba
- In the End of Human Existence (2007)
- The Anomalies of Artificial Origin (2012)
- Parasitic Metamorphosis Manifestation (2021)

Promo nahrávky
- Promo 2006 (2006)
- Promotional CD 2011 (2011)